# 田島裕也
田島 裕也（たじま ゆうや、1976年2月29日 - ）は、日本の男性声優。茨城県出身。ケンユウオフィス所属。

## 来歴
以前は劇団フィーバードラゴンに所属していた。talk back卒業。

## 人物
趣味は読書。

## 出演
太字はメインキャラクター。

### テレビアニメ
- 最遊記RELOAD GUNLOCK（2004年、手下、妖怪）
- おくさまは女子高生（2005年、生徒）
- ルパン三世 天使の策略 〜夢のカケラは殺しの香り〜（2005年、新米警官）
- BLUE DRAGON（2007年、男）
- ムシウタ（2007年、局員A）
- 狼と香辛料（2008年、追手）
- ケロロ軍曹（2008年、運転手）
- ワールド・デストラクション 〜世界撲滅の六人〜（2008年）
- 僕のヒーローアカデミア（2021年、志村弧太朗）

### OVA
- ルパン三世 GREEN vs RED（2008年、サラリーマンA）

### ゲーム
- スター・ウォーズ ローグ スクワドロン3D
- ハリー・ポッター クィディッチワールドカップ（2003年）
- ハリー・ポッターとアズカバンの囚人（2004年）
- ヴァルキリープロファイル 咎を背負う者（2008年、バルマー・ホーン、農民反乱軍[3]）
- スパイダーマン3（2007年）
- はじめて戦国王子（2009年、石田三成）
- アクセルワールド 銀翼の覚醒（2012年、オーシャン・ウォーリア）
- Borderlands 2（2012年、ミック・ザフォード）
- アクセルワールド 加速の頂点（2013年、オーシャン・ウォーリア）
- スカイフォート・プリンセス（2018年、ゼウス、二郎真君）
- バトルフィールドV（2018年）
- ディビジョン2（2019年）

### ドラマCD
- 王朝春宵ロマンセ（紀数雄）
- 王子様ゲーム（仕立て屋）
- 俺様ティーチャー（不良たち）
- 逆境ナイン（横山直也）
- クロノクルセイド
- 最遊記RELOAD EVEN A WORM LOL.2
- 戦国BASARA〜漆黒!本能寺の変〜

### 吹き替え

#### 映画
- ウォーター・ホース（ラップ〈ベン・バン・ライアー〉）
- ウォルト・ディズニーのサンタクローズ3/クリスマス大決戦!（ローリー）
- 美しすぎる母（ミシュカ）
- 角砂糖（ソン・チョル）
- 家門の危機（ドンマン）
- サイレントボイス〜愛を虹にのせて〜（ホットドッグ〈マイケル・ボーウェン〉）
- ザ・チャレンジ（ジャスティン）
- スコーピオン・キング2
- NAS Car
- なつかしの庭（チェ神父）
- 裸足のギボン
- ヒストリー・オブ・バイオレンス
- 風林高
- 墨攻
- マンティコア VS USA（ライアン）
- ユゴ 大統領有故（ヨンジョ）
- ルルの冒険 〜黄金の魂〜（ヘルマン）
- ワイルドカード（ス・チャン）
- ワールド・トレード・センター

#### ドラマ
- ER XIII 緊急救命室 #274（オスカー・バチスタ〈ジョヴァンニ・ロペス〉）
- イタズラなKiss
- WITHOUT A TRACE/FBI 失踪者を追え!（ディーク、バーネット）
- オンエアー（キム室長〈キム・ソンオ〉）
- GALACTICA/ギャラクティカ
- クローザー（バズ・ワトソン〈フィリップ・P・キーン〉）
- サイボーグ・ソルジャー（ジョーンズ〈ジョン・ニュートン〉）
- ザ・ホワイトハウス
- CSI:科学捜査班
- CSI:ニューヨーク
- CSI:マイアミ
- スイート・ライフ
- Dr.HOUSE
- ドレイク&ジョシュ
- 4400 未知からの生還者
- プライミーバル
- 北京バイオリン
- ミッシング -サイキック捜査官-
- Major Crimes 〜重大犯罪課（バズ・ワトソン〈フィリップ・P・キーン〉）

#### 海外アニメ
- グッドモーニング・ミッキー
- トータリー・スパイズ!

### ナレーション
- キラメキ!!いっぱい地球旅行
- 楽しさ満点!世界の魅力!!
- 連続クイズ ホールドオン!
- 趣味の園芸ミニコーナー「花遊美」

### ボイスオーバー
- 完全犯罪ファイル
- 奇跡体験!アンビリバボー
- ジャングルガール
- スーパーツールズ
- 第二次世界大戦・日本の極秘軍用機
- 突撃!大人の職業体験
- 謎のアンダーワールド
- バイオグラフィー
- BS世界のドキュメンタリー「ヒトラー最期の謎」（P・シャルリエ）
- ヒーローズ
- ぼくらおいでよ ワールドアドベンチャー
- メイキングロード 未知なる生命ヒト
- UFOファイル

### CM
- アデランス
- TOSHIBAダイナブック
- 冬のソナタ番宣
- マルハン

### 舞台
- Wedding
- wolf
- ストレート
- fake
- ボタン
- 朗読の日

### その他コンテンツ
- お先にどうぞ ありがとう